# Kriteriestoet
Kriteriestoet är en årlig travtävling på Dannero travbana norr om Kramfors. Distansen är 2 140 meter med autostart och treåriga ston av kallblodiga travhästar som kvalificerat sig för final via uttagningslopp på Dannero i juli. Tävlingen har gått av stapeln sedan 1999 och är Danneros största lopp för kallblod.
Kriteriestoet körs sedan år 1999 i augusti varje år, då även Svenskt Kallblodskriterium och Ådalspriset körs.
Förutom prispengarna utgår extra uppfödarpremie på 10% av intjänade pengar (totalt 20% i finalloppen) till svenskfödda kallblod.

## Segrare
| År   | Häst              | Körsven              | Tränare            | Tid      | Odds  |
| ---- | ----------------- | -------------------- | ------------------ | -------- | ----- |
| 2024 | Hertiginnan Stöen | Mats E. Djuse        | Jan-Olov Persson   | 1.27,8ag | 44,71 |
| 2023 | Majblomster       | Mats E. Djuse        | Jan-Olov Persson   | 1.26,4a  | 8.20  |
| 2022 | Lannem Stella     | Mats E. Djuse        | Jan-Olov Persson   | 1.28,0a  | 1.09  |
| 2021 | Dunungen          | Örjan Kihlström      | Jan-Olov Persson   | 1.28,7a  | 1.81  |
| 2020 | Hopp Karoline     | Ole Johan Östre      | Ole Johan Östre    | 1.29,2a  | 4.43  |
| 2019 | Guli Anna         | Stefan Johansson     | Stefan Johansson   | 1.26,7a  | 13.05 |
| 2018 | Voje Maren        | Lars Anvar Kolle     | Öystein Tjomsland  | 1.29,2a  | 1.87  |
| 2017 | Myrs Hera         | Ulf Eriksson         | Nina Jonsson       | 1.28,9a  | 1.54  |
| 2016 | Uggla i Mossen    | Örjan Kihlström      | Jan-Olov Persson   | 1.29,9ag | 1.78  |
| 2015 | Aase              | Öystein Tjomsland    | Öystein Tjomsland  | 1.26,8a  | 2.32  |
| 2014 | Brenne Rödi       | Jan Roar Mjölneröd   | Jan Roar Mjölneröd | 1.27,0a  | 2.37  |
| 2013 | Åsrud Vilja       | Gunnar Austevoll     | Tor Örjan Johansen | 1.29,1a  | 1.81  |
| 2012 | Hulte Nova        | Jan-Olov Åberg       | Leif Jonsson       | 1.29,6a  | 31.56 |
| 2011 | Lykkeflicka       | Kjetil Roe           | Kjetil Roe         | 1.31,5a  | 6.11  |
| 2010 | Balder Stjerna    | Morten M. Ottersen   | Morten M. Ottersen | 1.32,0a  | 2.80  |
| 2009 | Eldsiri           | Hans Petter Tholfsen | Jan-Olov Persson   | 1.29,1a  | 1.62  |
| 2008 | Faste Lundi       | Bo Eklöf             | Jan Ketil Brattås  | 1.30,2a  | 3.68  |
| 2007 | Finspika          | Lars Anvar Kolle     | Kjell Teigen       | 1.33,1a  | 5.97  |
| 2006 | Solivra           | Stig Jarle Röste     | Stig Jarle Röste   | 1.30,1a  | 1.87  |
| 2005 | Stormvind         | Per Gustafsson       | Per Gustafsson     | 1.31,9a  | 12.12 |
| 2004 | Vinter Gry        | Tor Wollebaek        | Ola Engevold       | 1.35,4a  | 1.83  |
| 2003 | Karmine           | Ulf Ohlsson          | Kent Hafstad       | 1.34,4a  | 2.37  |
| 2002 | Lannem Stjerna    | Gunnar Eggen         | Ola M. Skrugstad   | 1.35,2   | 2.30  |
| 2001 | Åkre Flamman      | Jan-Olov Persson     | Jan-Olov Persson   | 1.33,1   | 2.30  |
| 2000 | Idenors Kessi     | Jan-Olov Persson     | Jan-Olov Persson   | 1.33,1   | 1.37  |
| 1999 | Buaas Jansi       | Arne Nilsen          | John Eigil Storvik | 1.38.3   | 6.29  |